# PT Андромеды
PT Андромеды (лат. PT Andromedae) — карликовая новая, двойная катаклизмическая переменная звезда типа U Близнецов (UG:) в созвездии Андромеды на расстоянии приблизительно 2,52 млн световых лет (около 772 тыс. парсеков) от Солнца. Видимая звёздная величина звезды — от менее +19,7m до +16,2m. Орбитальный период — около 0,056 суток (1,344 часа).

## Характеристики
Первый компонент — аккрецирующий белый карлик.